# Mochow

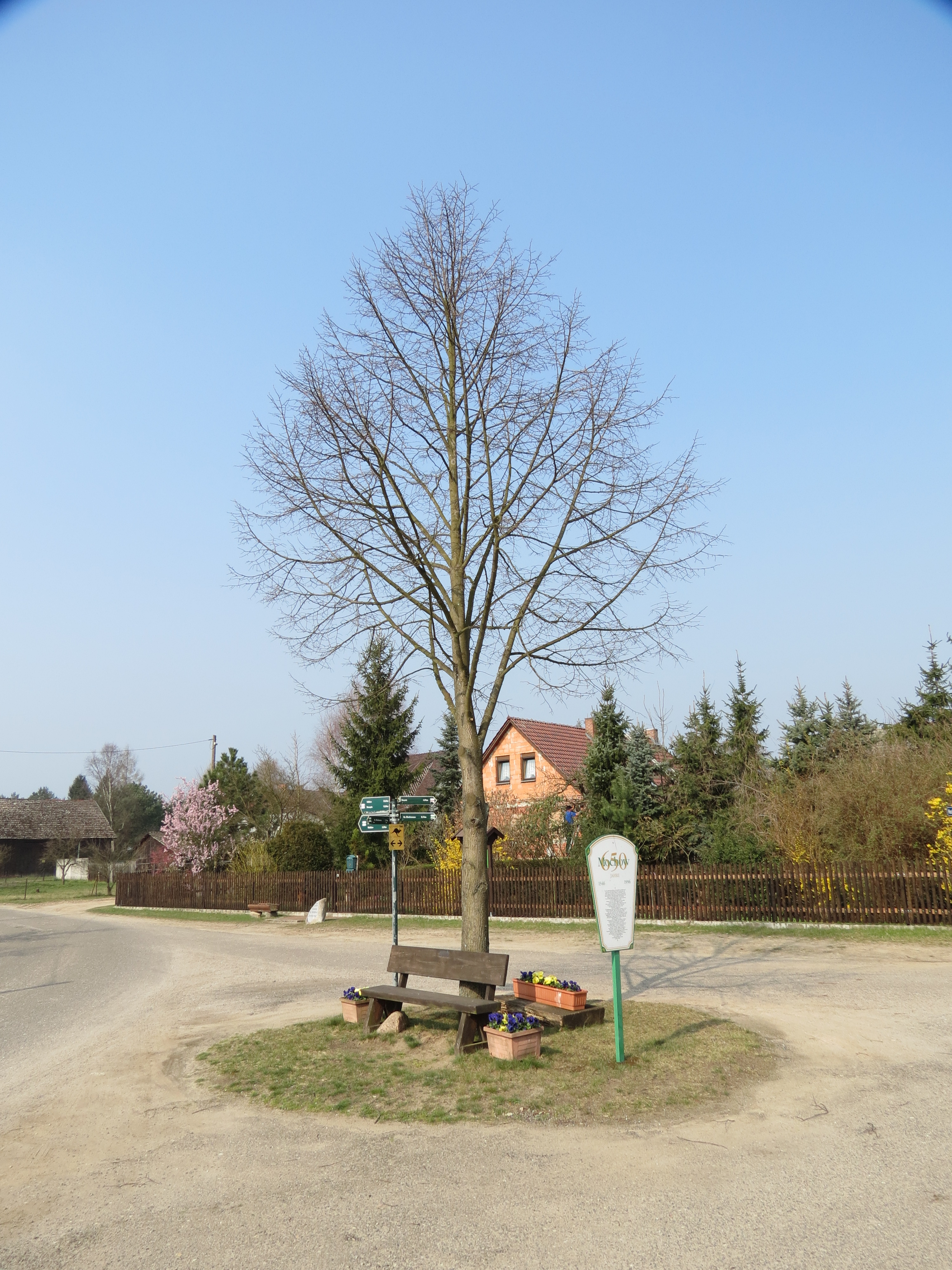
Dorfplatz

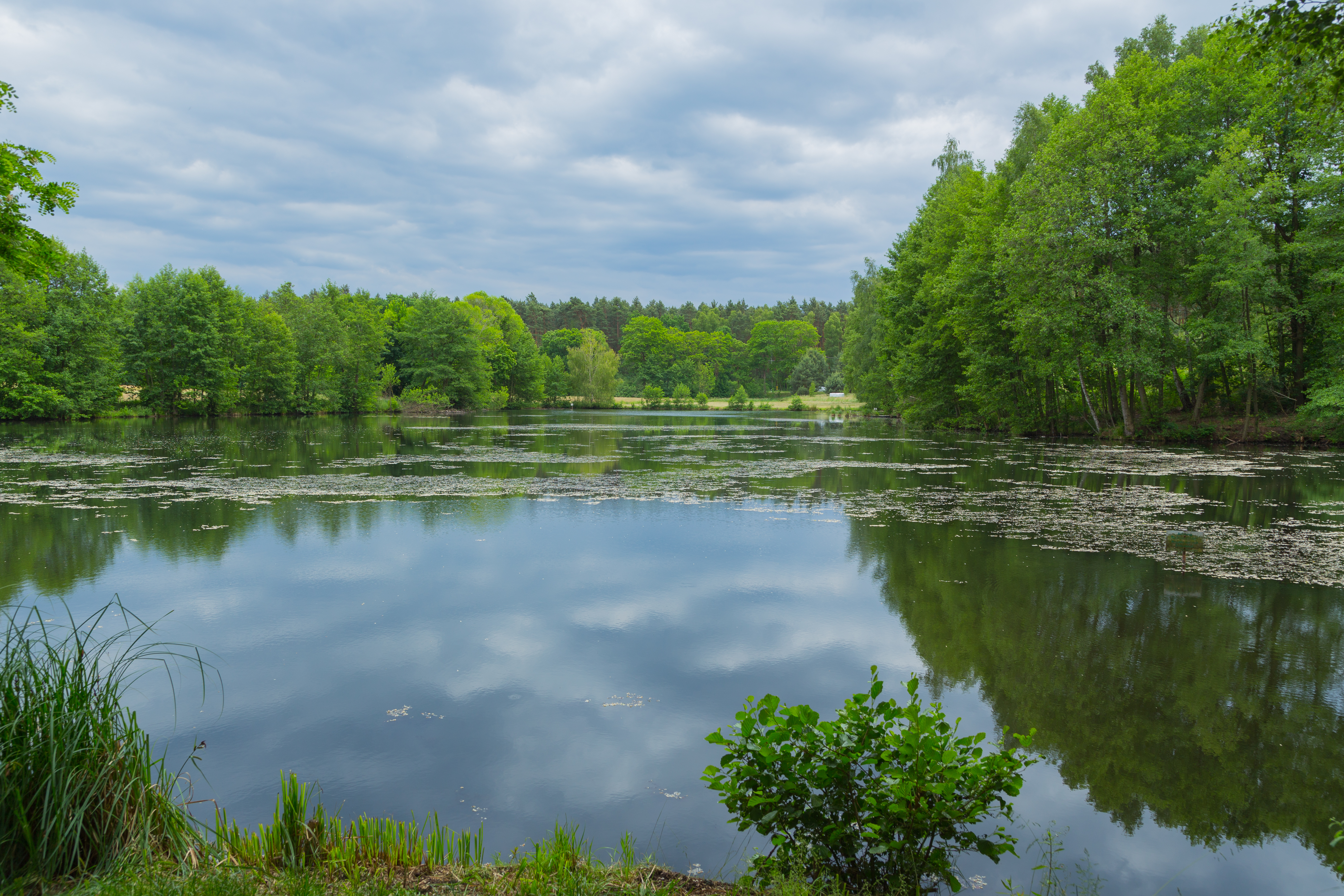
Teich zwischen Mochower Dorfstraße und der Landstraße L44 (2015)

Mochow, niedersorbisch Mochow, ist ein Ortsteil der Gemeinde Schwielochsee im Landkreis Dahme-Spreewald in Brandenburg. Bis zur Eingemeindung nach Schwielochsee am 26. Oktober 2003 war Mochow eine eigenständige Gemeinde, die vom Amt Lieberose verwaltet wurde.

## Lage
Mochow liegt in der Niederlausitz etwa neun Kilometer westlich der Stadt Lieberose und etwa acht Kilometer nordöstlich von Straupitz. Umliegende Ortschaften sind Goyatz im Norden, Lamsfeld im Osten, Groß Liebitz im Südosten, die zur Gemeinde Spreewaldheide gehörenden Ortsteile Butzen im Süden und Waldow im Südwesten sowie Siegadel im Nordwesten. Mochow gehört zum amtlichen Siedlungsgebiet der Sorben/Wenden in Brandenburg.
Mochow liegt nahe dem Großen Mochowsee im Übergang der Lieberoser Heide in den Spreewald. In der Gemarkung Mochows verläuft die Landesstraße 44 nach Straupitz, der Ort selbst liegt etwa einen Kilometer von dieser entfernt.

## Geschichte
Mochow wurde erstmals im Jahr 1346 als „Mocho“ urkundlich erwähnt. Der aus der sorbischen Sprache stammende Ortsname beschreibt eine Siedlung, in der Moose wachsen. Damals war bereits eine große Pfarrkirche im Ort erwähnt. In dieser befand sich das „wundertätige Marienbildnis“, aufgrund dessen sich Mochow zu einem bedeutenden Wallfahrtsort entwickelte. 1551 wurde der evangelische Pfarrer Wenzel Meth nach Mochow berufen, das Dorf wurde zu diesem Zeitpunkt langsam reformiert.
Während des Dreißigjährigen Krieges wurde Mochow zunächst von der Armee Sachsens beschützt. Diese wurde allerdings im Juni 1637 bei Lieberose von den Schweden geschlagen. Mochow und die umliegenden Dörfer wurden daraufhin geplündert und zerstört. Nach dem Ende des Krieges wurde Mochow durch die Burggrafen Caspar und Christoph von Dohna wieder neu angelegt. 1655 kaufte der schwedische und später polnische General Christoph von Houwald die Herrschaft Straupitz und besetzte die verlassenen Güter in Mochow wieder mit Untertanen.
Die aktuelle Dorfkirche wurde zwischen 1879 und 1880 errichtet und im Jahr 1996 restauriert. Bis 1958 wurden die Mochower Kinder in der örtlichen Dorfschule unterrichtet. 1994 besuchte Helmut Kohl den Ort.
Nach dem Wiener Kongress kam Mochow als Teil der Niederlausitz an das Königreich Preußen. Dort lag der Ort im Landkreis Lübben im Regierungsbezirk Frankfurt. Am 25. Juli 1952 wurde die Gemeinde dem neu gebildeten Kreis Lübben im Bezirk Cottbus zugeordnet. Nach der Wende in der DDR lag Mochow im Landkreis Lübben in Brandenburg. Am 1. Oktober 1992 schloss sich die Gemeinde dem Amt Lieberose an. Nach der brandenburgischen Kreisreform am 6. Dezember 1993 kam die Gemeinde schließlich zum neu gebildeten Landkreis Dahme-Spreewald. Am 26. Oktober 2003 wurde Mochow zusammen mit den Gemeinden Goyatz, Jessern, Lamsfeld-Groß Liebitz, Ressen-Zaue und Speichrow zu der neuen Gemeinde Schwielochsee zusammengeschlossen.

## Bevölkerungsentwicklung
| 1875 | 316 | 1939 | 190 | 1981 | 116 |
| 1890 | 252 | 1946 | 274 | 1985 | 120 |
| 1910 | 172 | 1950 | 248 | 1989 | 112 |
| 1925 | 204 | 1964 | 184 | 1995 | 119 |
| 1933 | 209 | 1971 | 166 | 2002 | 131 |

## Sehenswürdigkeiten

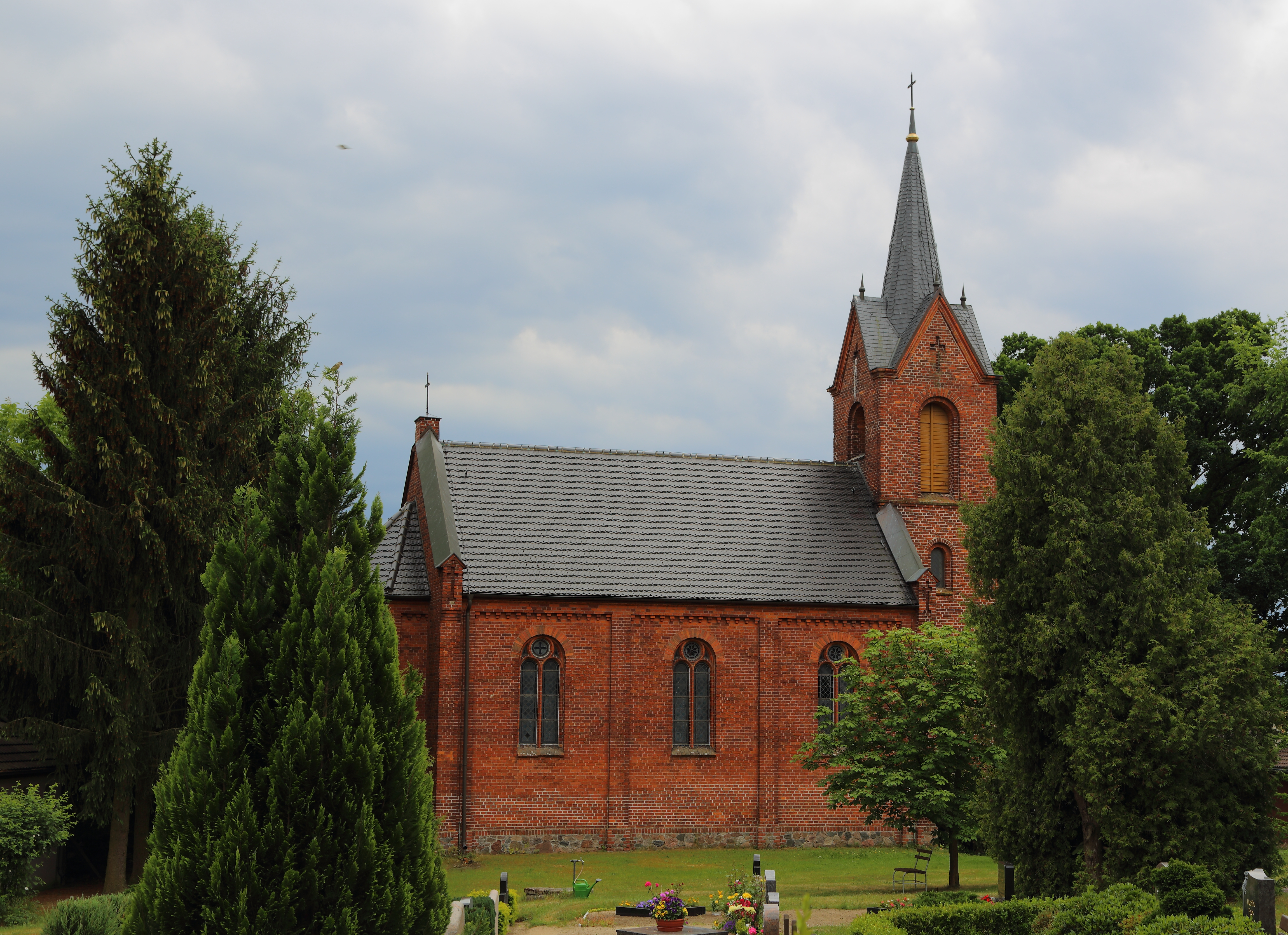
Dorfkirche Mochow

- Die Dorfkirche Mochow ist eine neoromanische Saalkirche, die in den Jahren 1879 und 1880 errichtet wurde. Die Kirchenausstattung stammt aus der Bauzeit.

## Persönlichkeiten
- Franz Graßmel (1906–1985), Offizier der Wehrmacht im Zweiten Weltkrieg, Träger des Ritterkreuz des Eisernen Kreuzes, in Mochow geboren

## Nachweise
1. 1 2  Der Ortsteil Mochow. In: lieberose-oberspreewald.de. Amt Lieberose/Oberspreewald, abgerufen am 23. Oktober 2017.
2. ↑  Reinhard E. Fischer: Die Ortsnamen der Länder Brandenburg und Berlin: Alter – Herkunft – Bedeutung. be.bra Wissenschaft, 2005, S. 117.
3. 1 2  Infotafel auf dem Mochower Dorfanger
4. ↑  Jörg Kühl: Als der Kanzler ins Dorf einschwebte. In: Märkische Oderzeitung. 30. Mai 2014, archiviert vom Original.
5. ↑  Mochow im Geschichtlichen Ortsverzeichnis. Abgerufen am 23. Oktober 2017.
6. ↑  Historisches Gemeindeverzeichnis des Landes Brandenburg 1875 bis 2005. (PDF; 331 kB) Landkreis Dahme-Spreewald. Landesbetrieb für Datenverarbeitung und Statistik Land Brandenburg, Dezember 2006, abgerufen am 23. Oktober 2017.